# Thamniopsis oedodontia
Thamniopsis oedodontia là một loài rêu trong họ Pilotrichaceae. Loài này được B. H. Allen mô tả khoa học đầu tiên năm 2010.